# Scolopsis
Scolopsis is een geslacht van straalvinnige vissen uit de familie van valse snappers (Nemipteridae).

## Soorten
- Scolopsis affinis Peters, 1877
- Scolopsis aurata (Park, 1797)
- Scolopsis bilineata (Bloch, 1793)
- Scolopsis bimaculatus Rüppell, 1828
- Scolopsis ciliata (Lacépède, 1802)
- Scolopsis frenatus (Günther, 1859)
- Scolopsis ghanam (Forsskål, 1775) – Arabische pseudosnapper
- Scolopsis lineata Quoy & Gaimard, 1824
- Scolopsis margaritifera (Cuvier, 1830)
- Scolopsis monogramma (Cuvier, 1830)
- Scolopsis taeniatus (Cuvier, 1830)
- Scolopsis taenioptera (Valenciennes, 1830)
- Scolopsis temporalis (Cuvier, 1830)
- Scolopsis trilineata Kner, 1868
- Scolopsis vosmeri (Bloch, 1792)
- Scolopsis xenochrous Günther, 1872